# 1985年バレーボール男子南米選手権
1985年バレーボール男子南米選手権（1985 Men's South American Volleyball Championship）は、1985年にベネズエラのカラカスで開催された、南米バレーボール連盟主催の第16回バレーボール南米選手権男子大会。
出場国は6カ国。ブラジルが10大会連続15回目の優勝を飾った。

## 最終結果
| 順位 | 国           |
| ---- | ------------ |
| 1    | ブラジル     |
| 2    | ベネズエラ   |
| 3    | アルゼンチン |
| 4    | ウルグアイ   |
| 5    | コロンビア   |
| 6    | ペルー       |